# Simon Coveney
Pour les articles homonymes, voir Coveney.
Simon Coveney, né le 16 juin 1972 à Cork (Irlande), est un homme politique irlandais, membre du Fine Gael (FG).

## Biographie
Il est le fils de Hugh Coveney (1935-1998), ancien ministre.
Il est ministre de l'Agriculture, de la Marine et de l'Alimentation entre 2011 et 2016, de la Défense entre 2014 et 2016 et de 2020 à 2022, du Logement, de la Planification et du Gouvernement local entre 2016 et 2017 et des Affaires étrangères de 2017 à 2022. Le 30 novembre 2017, il est nommé  vice-Premier ministre de l'Irlande, à la suite de la démission de Frances Fitzgerald.
Du 17 décembre 2022 au 9 avril 2024, il est ministre des Entreprises, du Commerce et de l'Emploi.

## Décoration
- Officier de la Légion d'honneur (2025)[2].